# Alessandro Dell'Acqua
Alessandro Dell'Acqua (Napoli, 21 dicembre 1962) è uno stilista italiano.

## Biografia
Dopo essersi diplomato all'Istituto d'arte Umberto Boccioni di Napoli nel 1981, Alessandro Dell'Acqua inizia a lavorare per il gruppo Marzotto, collaborando contemporaneamente con altri importanti marchi come Maska, Byblos, Gilmar, Les Copains, Iceberg e Genny, insieme a Gianni Versace, all'epoca in forze all'azienda di Ancona. In questo periodo Dell'Acqua si specializza nella lavorazione della maglia, come apprendista dello stilista parmigiano Pietro Pianforini. Dell'Acqua arriverà a diventare il principale stilista del marchio Pianforini.
Nel 1995 Alessandro Dell'Acqua fonda il proprio marchio e la sua prima collezione femminile, chiamata Punk on a Mediterranean Woman viene presentata a Milano nel 1996. La prima collezione maschile Dell'Acqua debutterà nel 1998 al Palazzo Pitti di Firenze. Nel dicembre 2002 Alessandro Dell'Acqua viene nominato direttore artistico dell'azienda di biancheria intima La Perla, per il quale lo stilista disegna la prima linea di abbigliamento, che ha debuttato a Milano nel marzo 2003. Lo stilista è inoltre il principale stilista per i marchi Redwall e Borbonese.
Nel 2003, Alessandro Dell'Acqua ha aperto il suo primo showroom negli Stati Uniti sulla Madison Avenue e nel 2004 è stata inaugurata la prima boutique londinese del marchio.
Nel 2010 torna sulle passerelle milanesi con la collezione N°21.